# HAMASHO
『HAMASHO』（ハマショー）は、かつて日本テレビ系列局で放送されていた読売テレビ制作のバラエティ番組。
ダウンタウンの浜田雅功と笑福亭笑瓶の冠番組。

## 番組概要
1997年10月3日に深夜番組放送枠『ZZZ』の金曜第1部の番組としてスタート。1999年9月24日放送分までを第一期として一旦終了し、年末年始に単発の特番を放送。
1999年10月から2002年3月まで後番組の『フジリコ』が放送された後、2002年4月5日から2003年9月27日まで、『HAMASHO』第二期が放送された。第二期からはナレーションを岩崎ひろみが担当した。
後に始まった浜田の番組『浜ちゃんと!』に笑瓶がゲスト出演し、名物企画「風俗刑事」を復活させるなど、その後も浜田主体の特別番組において笑瓶が乱入して本番組由来の企画が放送されることがあった。

## 主な企画
風俗刑事
笑瓶と浜田が刑事に扮し、膨大な貢物を巻き上げる女（大半がキャバクラ嬢等の風俗産業で働く女性）を笑瓶と浜田が捜査、最終的に「ホシ」または「奴」こと風俗常連客の容疑者Mが世話になった風俗嬢を見つけだそうとする企画。
風俗刑事はIとIIがあり、Iは性風俗店に訪れた有名人を捜査するトシさん（笑瓶、役名の由来は本名の渡士洋から）とハンサム（浜田、初期のみ「美男子」）の役名で、IIはキャバクラ嬢などに高額な貢物をした有名人を捜査するクロさん（笑瓶）とスマイル（浜田）の役名で出演していた（一度だけ和室でハンサムの養父・トシさん（ここでは、ハナダイと呼ばれる）と対面した）。随所で「青春のテーマ」等、『太陽にほえろ!』の比較的初期のBGMが使われる。
時にはクロさんとスマイルの他にもタレントがゲスト出演する事がある。
芸能人生活向上株式会社
笑瓶と浜田が林社長（浜田）と部下の駿河学（笑瓶）に扮し、芸能人に色々と理不尽な物を売りつける企画。林社長とは当時の吉本興業社長・林裕章のことで、駿河学とは笑瓶の師匠・笑福亭鶴瓶の本名である。芸能人の楽屋などを訪問して駿河（笑瓶）がトークを交わした後、今まで腕組の姿勢で押し黙っていた社長（浜田）がトークに関係した格言を述べ、その格言の意向に沿った商品を紹介して売買契約のサインを強要するという手法である。
2011年1月2日の『浜ちゃんの大正月』において復活したが、浜田は大大崎社長に変わり、笑瓶は従来通り駿河学と称していた。
HAMASHOクイズ
笑瓶と浜田がクイズ対決を行う企画。問題に不正解、もしくは相手に正解されると、頭上から様々な物を浴びなければならない。
なお、基本的に勝負は一対一だが、加藤茶を交えて三人で勝負した事もある。2008年1月2日放送の正月スペシャル版では、ゲスト（小阪由佳・相澤仁美・福永ちな・安藤成子・下柳剛・桜庭和志など）を交え、初のチーム戦を行った。
コスプレゴルフ
浜田と笑瓶がゴルフ対決を行い、打数の多い方が指定されたコスプレを次のホールで着用してプレーするという企画。敗者が次のホールで着用しなければならないコスプレ（花嫁・SM女王・バレリーナ等）はグリーン脇でADが着用して待機しており、競技者は双眼鏡で確認する。この時視聴者には映像や発言等伏せられてコスプレ内容は明かされず、次のホールで着用した姿をもって初めて披露される。またプレー最中にOBやウォーターハザード（池ポチャ）した場合は洗濯バサミを顔につけてプレーしなければならない。また同じ打数の場合はじゃんけんで勝敗をつける。
恋の爆弾処理班
笑瓶と浜田が米軍兵（『コンバット』『スモール・ソルジャーズ』等へのオマージュ）に扮し、男に振られた女の思い出の品を爆破する企画。
バカ観光
笑瓶（ツアーコンダクター役）と浜田（ツアー客）がクルマで近くを走っているタクシーを見つけると、そのタクシーのあとを追いながら停車したところを「観光スポット」として周囲に出向いて楽しむという行き当たりばったりの企画。同企画のオープニングのテーマソングは、伊東温泉ハトヤのCMソングをパロディ化したもの。
HAMASHOの気分は少々。 FEEL SO BAD
『ウンナンの気分は上々』（TBS系）のパロディ。

## 備考
- 上記の企画以外にも浜田が監督を務める笑瓶CMが撮影された。これは主演である笑瓶が外国人美女を救出する「アクションスター編（Just do it Shohei）」、そして遠山景織子をヒロインとした「ラブロマンス編（この夏話題の笑瓶）」の2部構成のストーリーである。この映画は新宿オデヲン座にて1998年6月20日から7月3日まで『エイリアン4』と同時上映で公開された。
- 同じくニックネームが「ハマショー」と呼ばれている浜田省吾とは無関係。ただ、「裏国民栄誉賞」という企画で浜田省吾に表彰状を届けに行ったことはある（本人の出演は無し）。

## スタッフ

### 第1期
- 構成：濱田雅功（ノンクレジット）、高須光聖（初回 - 1998年5月）、山名宏和／遠藤みちスケ、外山信行
- ナレーター：小林恭治（風俗刑事）、関野浩之
- ブレーン：西宮晋、榊暁彦／藤井靖大
- リサーチ：原幸司・規工川秀信（フリード）
- カメラ：下妻邦康、橋口和利、橋本弘行
- 音声：葛生美紀、冲田一亮、加藤誠、菊池泰也
- 編集：田中孝志、鬼沢愛子（初期 TDKコア）→ 笠原善之（中期以降 ザ・チューブ）
- MA：福田忠光（初期 TDKコア）→ 前島真一（中期以降 ザ・チューブ）
- 音効：井澤利幸（AXL）
- メイク：牧瀬典子（浜田担当）
- CGタイトル：江間弘宣（1998年7月〜）
- AP：宇野祐司（コックスプロジェクト→ワイズビジョン）
- ディレクター
  - 初期：加藤裕之（ディレクターズ・ウェーブ）、高林昭裕（マックスコム）
  - 中期：於久賢仁、西田治朋
- 演出
  - 初期：西田二郎（よみうりテレビ→ワイズビジョン）
  - 中期：於久賢仁
- プロデューサー：武野一起（よみうりテレビ→ワイズビジョン）／岡本昭彦（吉本興業、番組初期 - 1998年5月、1998年11月 - ）、木本公敏（吉本興業、1998年6月‐10月まで）
- チーフプロデューサー：白岩久弥（よみうりテレビ→ワイズビジョン、よみうりテレビは番組初期 - 1998年3月、ワイズビジョン所属は1998年4月 - ）／池田典正（よみうりテレビ、1998年4月‐）
- 技術協力：LOOP、TDKコア（現:クリエイティヴ・コア、番組初期 - 1998年9月）、ザ・チューブ（1998年10月 - 第1期終了）、AXL
- スタッフ協力：ディレクターズ・ウェーブ、マックスコム、コックスプロジェクト
- 協力：ワイズビジョン
- 制作協力：吉本興業
- 制作著作：よみうりテレビ

### 第2期
- 構成：山名宏和、遠藤みちスケ、鮫肌文殊、前田大地（現：前田政二）、竜泉
- 演出：林敏博（ビーダッシュ）
- プロデューサー：勝田恒次（ワイズビジョン→よみうりテレビ）
- チーフプロデューサー：武野一起（よみうりテレビ）／富田求（よみうりテレビ）
- 技術協力：スウィッシュ・ジャパン、プログレッソ、麻布プラザ、サウンドエフェクト
- 美術協力：フジアール
- スタッフ協力：ビーダッシュ、ワイズビジョン
- 制作協力：吉本興業
- 制作著作：よみうりテレビ

## オープニング・エンディングテーマ

### 第1期
初代
直立した浜田・笑瓶のシルエットがマーブル状の背景に現れるという映像。
当初は「笑瓶はいつも浜田を遊びに連れ出す」という文字であったが、後に本日の見どころを見せる形になった。
- 『CRAWL』/井手麻理子（1997年10月 - 12月）
- 『I Love Your Smile』/Swinging Popsicle（1998年1月 - 3月）

2代
自転車の移動式紙芝居でアニメ調の浜田・笑瓶が自らの見どころを紹介するという映像。
- 『Cola Boys&Lemon Lime Wendy』/smooth（1998年4月 - 6月）

3代
溶接工場で見どころが写されたフィルム状の部品が流れていくという映像。
HAMASHOの文字は赤文字となって小さく表示されるようになった。
- 『pain』/Di-Va（1998年7月 - 9月）
- 『この夜を駆けぬけて』/W-VISION（1998年10月 - 12月）
- 『DIVE INTO THE FUTURE』/R（1999年4月 - 6月）
- 『海を見たいだけだった』 /LIFE RECORDERS（1999年7月 - 9月）

エンディングは当時のテーマにのせて早送り調の映像で来週の見どころを紹介する方式である。

### 第2期
初代
オープニングは浜田・笑瓶の映像が渦巻いてHAMASHOの文字を作るという映像。
2代目
土曜深夜に移動しサタデー・ナイト・フィーバー風に2人がダンスをしている映像。
エンディングではテーマソングはなくなり来週の見どころをナレーターの口調で紹介するという方式となった。

## HAMASHOのその後
復活!HAMASHO風俗刑事新春大捜査SP（2008年）
風俗刑事のコーナーでは、スマイル、クロさんのコンビに加え、新たに新人刑事・アイーン（志村けん）が参加した。

## 著作物
- HAMASHOの本（ワニブックス刊、ISBN 4847013050）
- HAMASHO 第1シーズン1 ヒット企画集（DVD）
- HAMASHO 第1シーズン2 幻の浜田監督作品を一挙公開!
- HAMASHO 第2シーズン1 HAMASHOに巻き込まれた芸能人達
- HAMASHO 第2シーズン2 名物企画集